# Whole Lotta Love

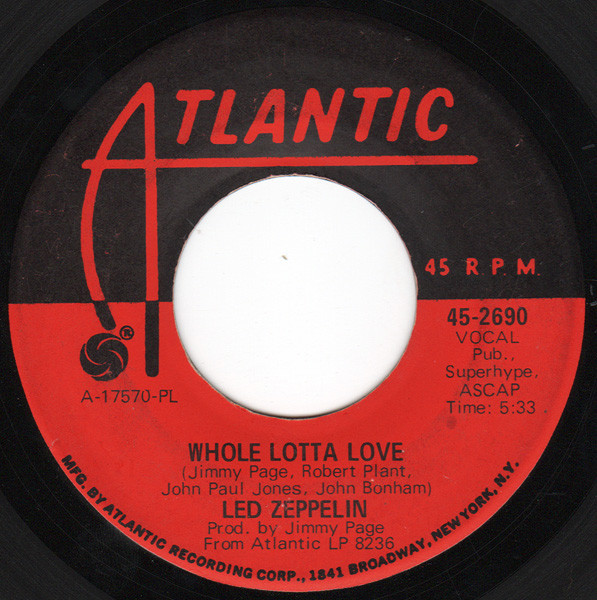
Disco de 1969 de "Whole Lotta Love" de Led Zeppelin. LP sencillo, Atlantic Records.

«Whole Lotta Love» (En español: «Muchísimo amor»), es una canción de la banda de rock Led Zeppelin. Es la canción que abre su segundo álbum de estudio, Led Zeppelin II, el primer álbum sencillo de la banda y uno de los más exitosos de su historia. En 2004 la canción fue elegida en el puesto número 75 en la lista de Las 500 mejores canciones de todos los tiempos de la revista Rolling Stone. En marzo de 2005 ocupó el lugar número 3 de la lista de los 100 mejores riffs de guitarra en la revista Q Magazine. La marca de guitarras Gibson colocó el solo de esta canción entre los mejores 50 de la historia. [cita requerida]
Fue grabado en varios estudios de Nueva York y Los Ángeles durante una gira de conciertos por los Estados Unidos y editado por Jimmy Page en los Olympic Studios en Londres.

## Influencias
En 1962 Muddy Waters grabó el tema "You need Love" con Willie Dixon. En 1966 la banda británica Small Faces grabó ese mismo tema bajo el título de "You Need Loving". Algunas de las frases de «Whole Lotta Love» fueron sacadas de la versión de Willie Dixon, uno de los favoritos de Robert Plant, aunque el estilo de canto se asemeja más a como lo hace Steve Marriott, de The Small Faces. Los parecidos entre You Need Love y Whole Lotta Love llevarían a un duelo judicial que terminaría en un fallo a favor de Dixon en 1985, haciendo que se incluyera a Dixon en los créditos de Whole Lotta Love.
El tema además incorpora otras influencias y la versión que posteriormente haría de ella Howling Wolf, «Shake For Me».
Robert Plant era un acérrimo fanático de los cantantes de blues y soul y solía citar sus canciones, especialmente durante las interpretaciones en directo de sus temas. La práctica de tomar prestadas letras de otros cantantes era común entre los cantantes de blues de esa década. En palabras de Robert Plant:

El riff era el de Page. Estaba ahí antes que nada. Yo pensé, 'bueno, y ¿qué canto?'. Eso era un pequeño 'robo'. Ahora felizmente compensado. Por aquel entonces, había muchas conversaciones sobre qué hacer y se decidió que estaba tan lejano en el tiempo (7 años, de hecho), que... bueno, solo te pillan cuando tienes éxito. Así es el juego."

## Composición de la canción
Jimmy Page tocó el riff introductorio con una guitarra Les Paul Standard modelo "Sunburst 1958" y un amplificador Marshall modelo "Plexi" de 100W modificado. Desde el minuto 1:24 hasta el 3:02 la canción se toma un break del género jazz en el cual se puede escuchar los famosos gemidos del vocalista Robert Plant y los efectos con el theremín, que fueron añadidos posteriormente en la mezcla final y fueron creados por Jimmy Page y Eddie Kramer (el ingeniero de sonido de la banda) moviendo controles al azar.
Para la canción, Jimmy Page utilizó la técnica de eco invertido.

## Interpretaciones en directo
Era común en las interpretaciones en directo que Led Zeppelin tocara un popurrí compuesto por versiones de bandas de Blues y R&B de las cuales los integrantes eran fanáticos. Esto incluía clásicos de los 50 y los 60 como:
- "Boogie Mama" de B.B.King
- "Let that Boy Boogie", "Boogie Chillen" y "I'm in the Mood" de John Lee Hooker
- "I'm Movin' On"  de Hank Snow
- "Hello Mary Lou" compuesta por Gene Pitney, y versionada por Ricky Nelson
- "Mess o' the Blues" compuesta por Doc Pomus y Mort Shuman, la versión de Elvis Presley
- "Cumberland Gap" de Lonnie Donegan
- "Bye, Bye, Baby (Baby Goodbye)" de The Four Seasons
- "Rave On" compuesta por Sonny West y popularizada por Buddy Holly
- "Lawdy Miss Clawdy" compuesta por Lloyd Price
- "Hideaway" de Freddie King
- "Fixin' to Die" y Shake 'em on Down" de Bukka White
- "Killing Floor" y "Dust My Broom" por Howlin' Wolf
- "Voodoo Child" de Jimi Hendrix
- "For What It's Worth" de Buffalo Springfield
- "The Hunter" de Albert King
- "That's Alright Mama" de Arthur Crudup; popularizada por Elvis Presley
- "Honeydripper" de Joe Liggins
- "Blueberry Hill" de Vincent Rose,
- "Trucking Little Woman" y "I Can't Be Satisfied"  por Big Bill Broonzy
- "Let's Have a Party" compuesta por Jessie Mae Robinson para Elvis
- "Drop Down Mama" de Sleepy John Estes
- "Some Other Guy" escrita por Leiber/Stoller/Barrett y popularizada por The Beatles
- "Susie Q" de Dale Hawkins
- "Everybody Needs Somebody" por Solomon Burke
- "(Your So Square) Baby I Don't Care" de Elvis Presley
- "Licking Stick" y "Sex Machine" de James Brown
- "Long Distance Call" y "Honey Bee" de Muddy Waters
- "Going Down Slow" de St. Louis Jimmy Oden
- "Heartbreak Hotel, Jailhouse Rock y Mystery Train, escritas por Elvis Presley
- "Only the Lonely" de Roy Orbison
- "Johnny Be Good" de Chuck Berry
- "I'm man" de The Yardbirds